# Peter Trooboff
Peter Dennis Trooboff (* 22. Juni 1942 in Baltimore) ist ein amerikanischer Jurist. Er ist seit 1975 Partner der Kanzlei Covington & Burling LLP mit Sitz in Washington, D.C. und vor allem im Bereich des internationalen Rechts tätig. Die Amerikanische Gesellschaft für internationales Recht verlieh ihm 2018 in Anerkennung seines Wirkens die Manley-O.-Hudson-Medaille.

## Leben
Peter Trooboff wurde 1942 in Baltimore geboren und erlangte 1964 einen B.A.-Abschluss an der Columbia University, 1967 einen Bachelor of Laws an der Harvard University und 1968 einen Master of Laws an der London School of Economics. Im selben Jahr erhielt er zudem ein Diplom der Haager Akademie für Völkerrecht, an der er später auch selbst unterrichtete sowie als Studiendirektor und Mitglied des Kuratoriums fungierte.
Seit 1969 ist er in Washington, D.C. für die Kanzlei Covington & Burling LLP tätig, seit 1975 als Partner der Kanzlei. Schwerpunkte seines Wirkens sind das internationale Handels-, Finanz- und Investitionsrecht, die Strafverteidigung im Bereich der Wirtschaftskriminalität sowie die internationale Schiedsgerichtsbarkeit.
Von 1990 bis 1992 war er Präsident der Amerikanischen Gesellschaft für internationales Recht. Zwischen 1996 und 2005 sowie 2013 gehörte er den Delegationen seines Heimatlandes zur Haager Konferenz für Internationales Privatrecht an.
Peter Trooboof ist seit 1969 verheiratet.

## Auszeichnungen
Peter Trooboff erhielt 2010 von der American Bar Association den Leonard-J.-Theberge-Award für internationales Privatrecht und 2018 mit der Manley-O.-Hudson-Medaille die höchste Auszeichnung der Amerikanischen Gesellschaft für internationales Recht.

## Werke (Auswahl)
- Law and Responsibility in Warfare: The Vietnam Experience. Chapel Hill 1977
- Workshop on Problems in Transnational Litigation. Dobbs Ferry 1980 (als Herausgeber)
- Foreign State Immunity: Emerging Consensus on Principles. In: Collected Courses of the Hague Academy of International Law. Band 200. Leiden und Boston 1987, S. 235–432